# Franska ostindiska kompaniet
| Franska ostindiska kompaniet                  | Franska ostindiska kompaniet                 |
| --------------------------------------------- | -------------------------------------------- |
|                                               |                                              |
| Snabbfakta: Vad hände med Kompaniets områden? |                                              |
| Status                                        | Franska besittningar                         |
| Huvudstad                                     | Pondicherry                                  |
| Folkmängd - Totalt (1952)                     | 300 000                                      |
| Yta                                           | (-) km²                                      |
| De sista kommissionärerna                     | 1950-1954 André Meynard 1954-1954 Escargueil |

Franska ostindiska kompaniet var ett franskt handelskompani som på 1600- och 1700-talet handlade med fjärran länder. 
Ostindiska kompanier grundades av flera europeiska nationer. Frankrike grundade fem olika ostindiska kompanier mellan 1604 och 1644. Av betydelse på Indiens fastland blev endast det Franska och det engelska kompaniet; utgången av rivaliteten mellan dem blev bestämmande för Indiens öde.
Genom sammanslagning av flera äldre kompanier bildades 1719 det franska Compagnie des Indes; dess privilegier suspenderades 1769, och det upphävdes alldeles av nationalförsamlingen 1790; då var dess makttävlan med det engelska kompaniet för länge sedan slut. Fransmännens förnämsta handelsplats var Pondicherry (från 1674). Striden mellan fransmän och engelsmän i Indien. började i Deccan, där den franske generalguvernören Dupleix uttänkte och till en tid lyckligt genomförde en genialisk plan att med begagnande av tronstriderna mellan de av Stormogulen efter Aurangzebs död oberoende inhemske furstarna åt Frankrike förvärva politisk hegemoni över södra Indien och därigenom vinna makt att fördriva kompaniets engelska medtävlare. 
Under österrikiska tronföljdskriget (1740–1748), då Frankrike och England stod som fiender mot varandra, hade fransmännen erövrat Madras 1746, som emellertid återgavs genom Aachenfreden 1748. Striden fortsattes av Dupleix genom Dupleix inblandning i tronstriderna i Hyderabad och Karnatik, där fransmän och engelsmän understödde olika pretendenter. Den unge Robert Clives tappra försvar av Karnatiks huvudstad Arcot (1751) korsade Dupleix planer, denne hemkallades 1754, och hans planer upptogs för engelsk räkning av Clive. Kort därpå flyttades Clives verksamhetskrets till
Bengalen, där han för kompaniets räkning skaffade den faktiska suveräniteten över detta vidsträckta område, även om lagskipningen förblev i nawabens hand och Stora Mogul skulle av kompaniet erhålla en årlig tribut. 
Kort förut hade engelsmännens övermakt i Deccan stadgats genom Eyre Cootes seger över den franske generalen Lally vid Wandiwash (1760). Franska intriger stod bakom såväl maratherna som kompaniets nye fiende, fursten av Mysore, Haidar Ali, mot vilken under växlande framgång fördes krig från 1780; det slöts först 1784 genom ett fredsfördrag i Mangalore med dennes son och efterträdare Tippo Sahib, då ömsesidiga erövringar återställdes.

## Fransk tidsaxel i Indien
- 1673 Chandernagore i fransk ägo.
- 1674 Pondicherry
- 1693–1699 De franska områdena i Indien ockuperade av holländarna.
- 1723 Yanam
- 1724 Mahe
- 1739 Karaikal
- 1750–1760 Mazulipatam
- 1760–1765 Britterna ockuperar de franska områdena i Indien.
- 1778–1783 Förnyad brittisk ockupation.
- 1793–1802 Åter en brittisk ockupation.
- 1803–1816 Ockupation
- Kolonialtid
  - 1816 Chandernagore, Pondicherry, Karaikal, Yanaon, och Mahe återlämnade till fransmännen, nu som fransk koloni Éstablissements Français dans l'Inde.
  - 16 juni 1940–9 september 1940 Administrationen i de franska områdena lojal mot Vichyfrankrike.
  - 9 september 1940 Administrationen lojal mot Charles de Gaulle under resten av andra världskriget.
  - 1950 Beslutas att Chandernagore ska överföras till Indien 1952.
  - 1954 Indisk militärpolis ockuperar franska området Yanaon.
  - 1954 Indisk mobb ockuperar Mahe.
  - 1 november 1954 Återstående franska områden i Indien lämnas de facto över till indiska myndigheter.
  - 16 augusti 1962 Frankrike överlåter officiellt sina områden i Indien till den Indiska regeringen.